# Oaxaca-Kreischeule
Die Oaxaca-Kreischeule (Megascops cooperi lambi) ist eine Unterart der Mangrovekreischeule aus der Familie der Eigentlichen Eulen. Sie kommt ausschließlich in Zentralamerika vor.

## Erscheinungsbild
Mit einer Körpergröße von etwa 20 bis 22 Zentimetern ist die Oaxaca-Kreischeule innerhalb ihrer Gattung eine kleine bis mittelgroße Art. Sie ähnelt der Ostkreischeule in Größe und Gefiederfärbung, ist aber etwa intensiver weinrötlich. Die Körperoberseite ist auffallend dunkler. Die Flügel sind rundlich. Der Schnabel ist olivgrün und die Augen sind gelb.
Innerhalb ihres Verbreitungsgebietes kann die Oaxaca-Kreischeule mit mehreren anderen Eulenarten verwechselt werden. Neben der Ostkreischeule, die stärker befiederte Zehen hat als die Oaxaca-Kreischeule, besteht eine Verwechslungsmöglichkeit auch mit der Westkreischeule. Diese hat jedoch einen schwarzen Schnabel. Die Balsaskreischeule ist deutlich größer und hat braune Augen. Die Fleckenkreischeule ist kleiner und weist auf der Körperunterseite auffällige Längsstreifen auf.

## Verbreitung und Lebensraum
Die Oaxaca-Kreischeule kommt ausschließlich an der pazifischen Seite des mexikanischen Bundesstaates Oaxaca vor. Vermutlich ist die Eule ein Standvogel. Sie besiedelt Dornwälder mit Kandelaber-Kakteen und Palmen. Häufig sind die von ihr als Lebensraum genutzten Wälder von Mangrovensümpfen umgeben. Ihre Höhenverbreitung reicht von der Tiefebene bis in Höhenlagen von etwa 1.000 Meter über NN.

## Lebensweise
Die Oaxaca-Kreischeule ist eine dämmerungs- und nachtaktive Eulenart. Über ihre Lebensweise ist nur sehr wenig bekannt. Vermutlich ähneln ihre Ernährungs- und Fortpflanzungsgewohnheiten denen der anderen Kreischeulen.

## Belege

### Einzelbelege
1. ↑  König et al., S. 285